# Rake, Iowa
Rake är en ort i Winnebago County i Iowa. Vid 2010 års folkräkning hade Rake 225 invånare.